# Église catholique Saint-Nicolas (Volgograd)
Pour les articles homonymes, voir Église Saint-Nicolas.
L’église Saint-Nicolas est une église catholique de la ville de Volgograd,  appartenant au diocèse Saint-Clément de Saratov, confié actuellement à Mgr Clemens Pickel.

## Histoire
L'église fut construite en 1899, en style néogothique, avec un clocher surmonté d'une flèche et des chapelles latérales dédiées à la Sainte Vierge et à saint Stanislas.
L'église fut fermée par les autorités en 1930, volée et saccagée. Elle fut transformée en école en 1935, puis en salle de réunions. Elle était tellement abimée dans les années 1980 qu'il était question de la détruire. La paroisse catholique de Volgograd (ex-Stalingrad) fut à nouveau enregistrée et déclarée officiellement en août 1991 et l'église lui fut restituée six mois plus tard. Sa restauration dura plus de cinq ans.
Aujourd'hui collaborent à la paroisse l'organisation Caritas, l'association Jean XXIII et des religieuses prémontrées.